# توني بالمر
توني بالمر (بالإنجليزية: Tony Palmer)‏ (و. 1941 – م) هو مخرج سينمائي، ومنتج أفلام، وناقد موسيقي، من المملكة المتحدة، ولد في لندن، وهو عضوٌ في الجمعية الجغرافية الملكية.

## التعليم
تعلم في جامعة كامبريدج.

## جوائز
حصل على جوائز منها:
- جائزة إيمي.

## وصلات خارجية
- توني بالمر على موقع IMDb (الإنجليزية)
- توني بالمر على موقع ألو سيني (الفرنسية)
- توني بالمر على موقع ميوزك برينز (الإنجليزية)
- توني بالمر على موقع أول موفي (الإنجليزية)
- توني بالمر على موقع قاعدة بيانات الأفلام السويدية (السويدية)
- توني بالمر على موقع ديسكوغز (الإنجليزية)
- توني بالمر على موقع قاعدة بيانات الفيلم (الإنجليزية)
- توني بالمر على موقع كينوبويسك (الروسية)